# Zespół przyrodniczo-krajobrazowy „Park Słowiański”

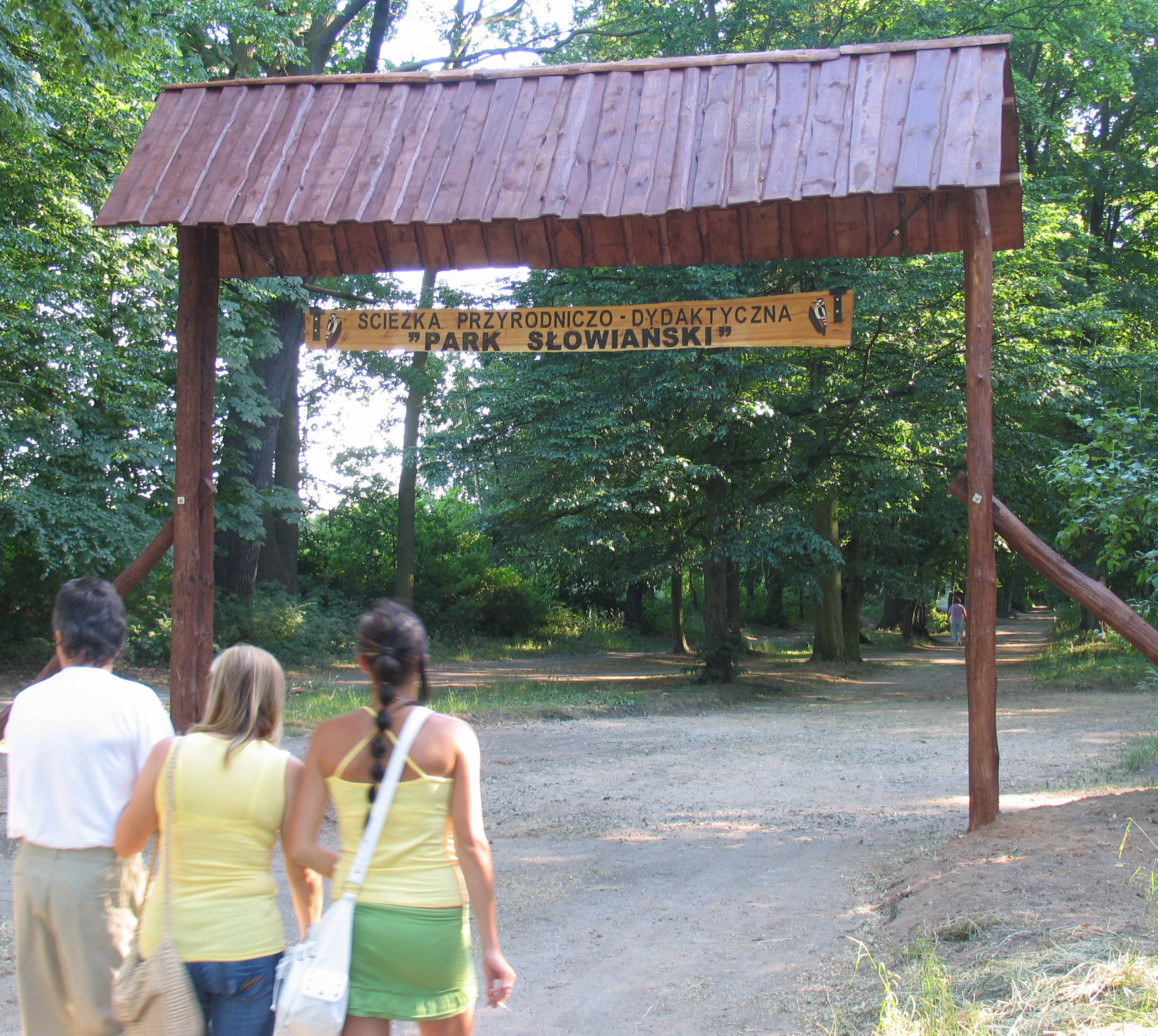
Brama do Parku Słowiańskiego

Zespół przyrodniczo-krajobrazowy „Park Słowiański” – położony w Szprotawie, ustanowiony 31 maja 2007 uchwałą Rady Miejskiej zespół przyrodniczo-krajobrazowy. Obszar ten był objęty ochroną prawa również w 1. poł. XX wieku (do 1945 r.).

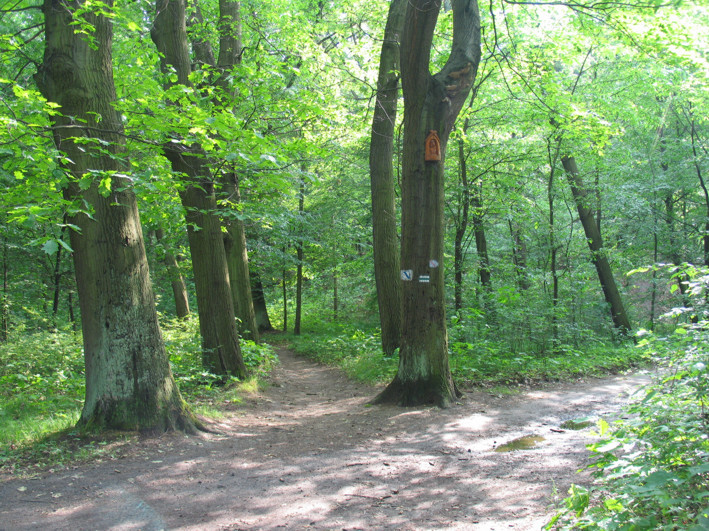
Skrzyżowanie szlaków przed Grodem Chrobry

## Położenie geograficzne
- Obszar fizycznogeograficzny: Europa Zachodnia

- Podobszar fizycznogeograficzny: Niż Zachodnioeuropejski

- Prowincja: Nizina Zachodnioeuropejska

- Podprowincja: Nizina Sasko-Łużycka (324)

- Makroregion: Nizina Śląsko-Łużycka (324.3)

- Mezoregion: pogranicze Równiny Szprotawskiej i Borów Dolnośląskich (324.32)

- Mikroregion: pradolina Bobru na odcinku szprotawskim (polder szprotawski)

- Wysokość n.p.m. (m): 116–118

- Klimat: rejon klimatyczny Lubusko-Dolnośląski

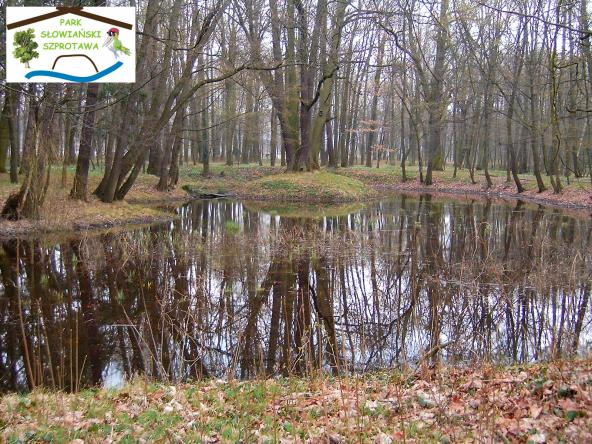
Staw z wyspą zaręczynową wczesną wiosną 2007

## Charakterystyka ogólna
Zespół jest wkomponowany w całości w krajobraz wykształconej we wczesnym holocenie pradoliny rzeki Bóbr, osiągającej w przedmiotowym miejscu szerokość 2 km i charakteryzującej się osobliwym mikroklimatem.
Całość Zespołu znajduje się w granicach miasta oraz gminy Szprotawa, na obszarze 85,74 ha.
Największą powierzchnię przedmiotowego terenu zajmuje grąd o typowej strukturze i składzie florystycznym. Najstarsze siedliska leśne stanowią wielowiekowe dąbrowy. W skład Zespołu wchodzą ponadto cenne przyrodniczo starorzecza, bajora, mokradła i źródliska, z charakterystycznymi dla nich siedliskami flory i fauny.
Na przedmiotowym obszarze stwierdzono występowanie chronionych oraz rzadkich gatunków flory i fauny.
Na terenie Zespołu znajdują się integralne obiekty kulturowe.

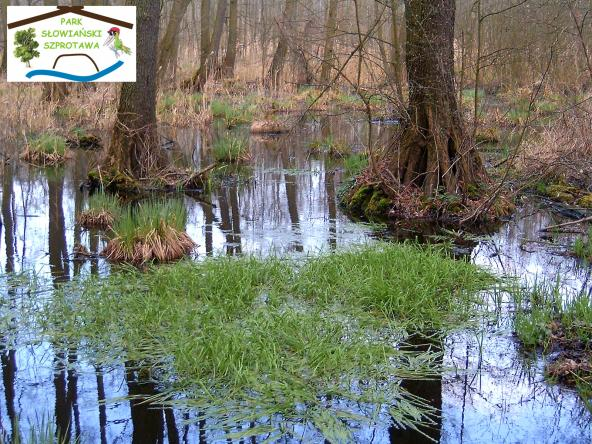
Grzęzawisko Chorwackie

## Ogólne cele ochrony
- Zachowanie krajobrazu pradoliny Bobru o wyjątkowych wartościach przyrodniczo – widokowych, reprezentatywnych dla zalesionej strefy nadrzecznej z dawnymi rozlewiskami i starymi korytami rzecznymi.
- Zachowanie naturalnych i zbliżonych do naturalnych zbiorowisk roślinnych pradoliny oraz stworzenie warunków dla restytucji zbiorowisk przekształconych lub zniszczonych, a także dla restytucji fauny.
- Zachowanie i restytucja struktury i dynamiki środowiska przyrodniczego dla potrzeb naukowych, dydaktycznych i ogólnopoznawczych.
- Zachowanie obiektów kulturowych.

## Wybitne walory estetyczne krajobrazu
Głównym elementem krajobrazu Zespołu jest rzeka Bóbr – lewostronny dopływ Odry i jedna z dziesięciu najdłuższych rzek w kraju. Na odcinku przechodzącym przez teren Zespołu posiada charakter rzeki górskiej.
Na obszarze miasta rzeka spotyka czoło moreny czołowej, po czym skręca o 45 stopni, zmieniając kierunek na zachodni. Dynamiczny nurt rzeki, systematycznie żłobiący czoło moreny w okresie polodowcowym (poglacjalnym), przy jednoczesnym wbijaniu się prawego dopływu – rzeki Szprotawy, doprowadził na odcinku blisko 5 km do wytworzenia się pradoliny osiągającej szerokość 2 km i głębokość 6 m.
To uwarunkowało powstanie płycizn, rozgałęzień i niskich wysepek oraz osłabienie nurtu, a także odkrycie podziemnych cieków funkcjonujących odtąd jako źródliska.

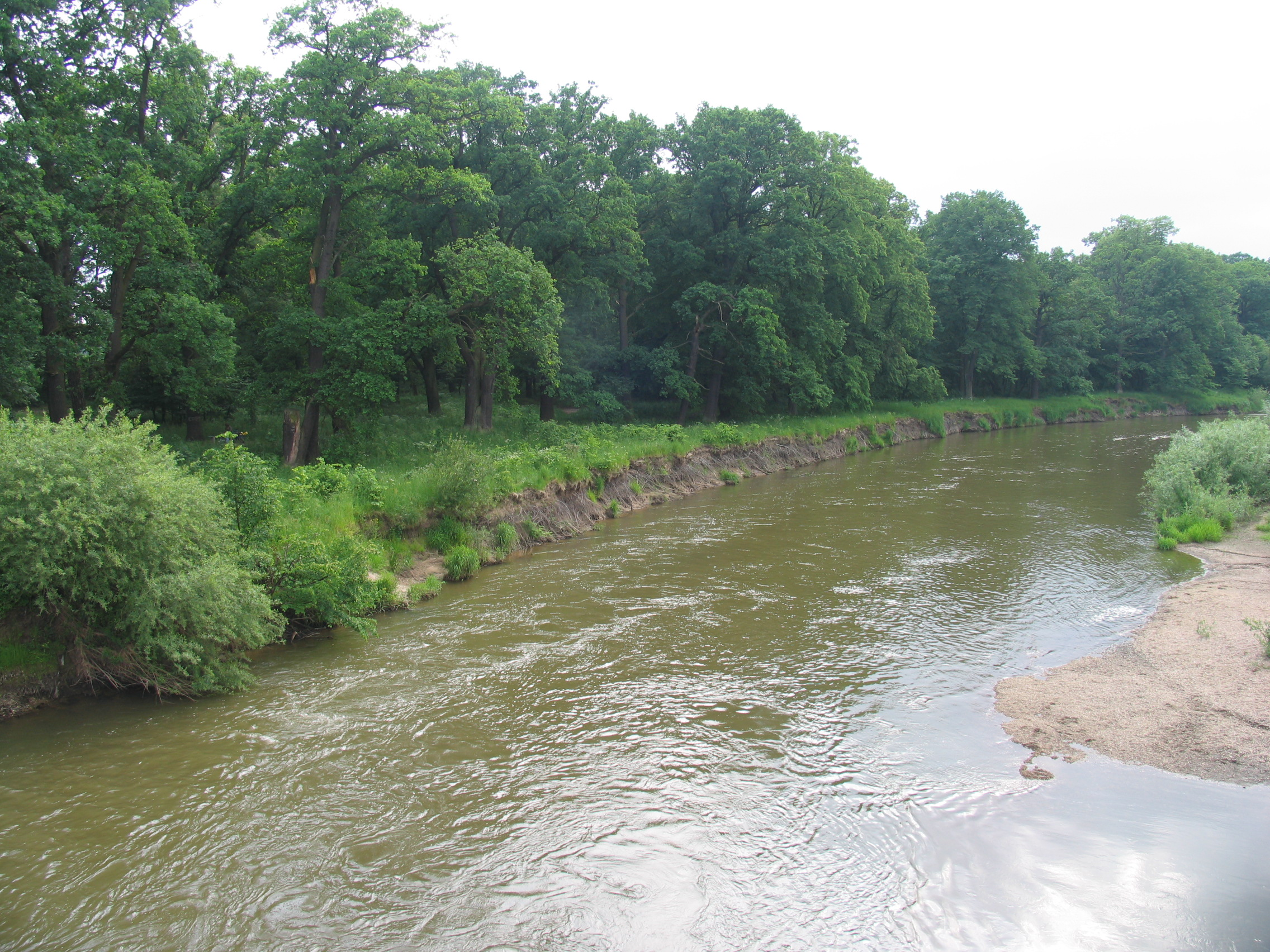
Park Słowiański i rzeka Bóbr

Aktualna rzeźba terenu Zespołu jest w istocie historyczną mapą przemian, jakie dokonały się na dnie pradoliny.
Na omawianym obszarze zachowały się do czasów współczesnych fragmenty wielowiekowej dąbrowy, uznawanej za drzewostan naturalny. Kilkadziesiąt dębów, szypułkowych i bezszypułkowych, to pomniki przyrody i egzemplarze z racji wieku bądź formy kwalifikowane do uznania za takowe.
Drugim wyróżnikiem omawianego krajobrazu są olsy bagienne porastające żyzne bagienne siedliska o wysokim poziomie wody stojącej, tj. starorzecza i pasy cieków pochodzące z odkrytych źródlisk. Ten typ naturalnie powstałego krajobrazu stanowi niemal połowę obszaru Zespołu.

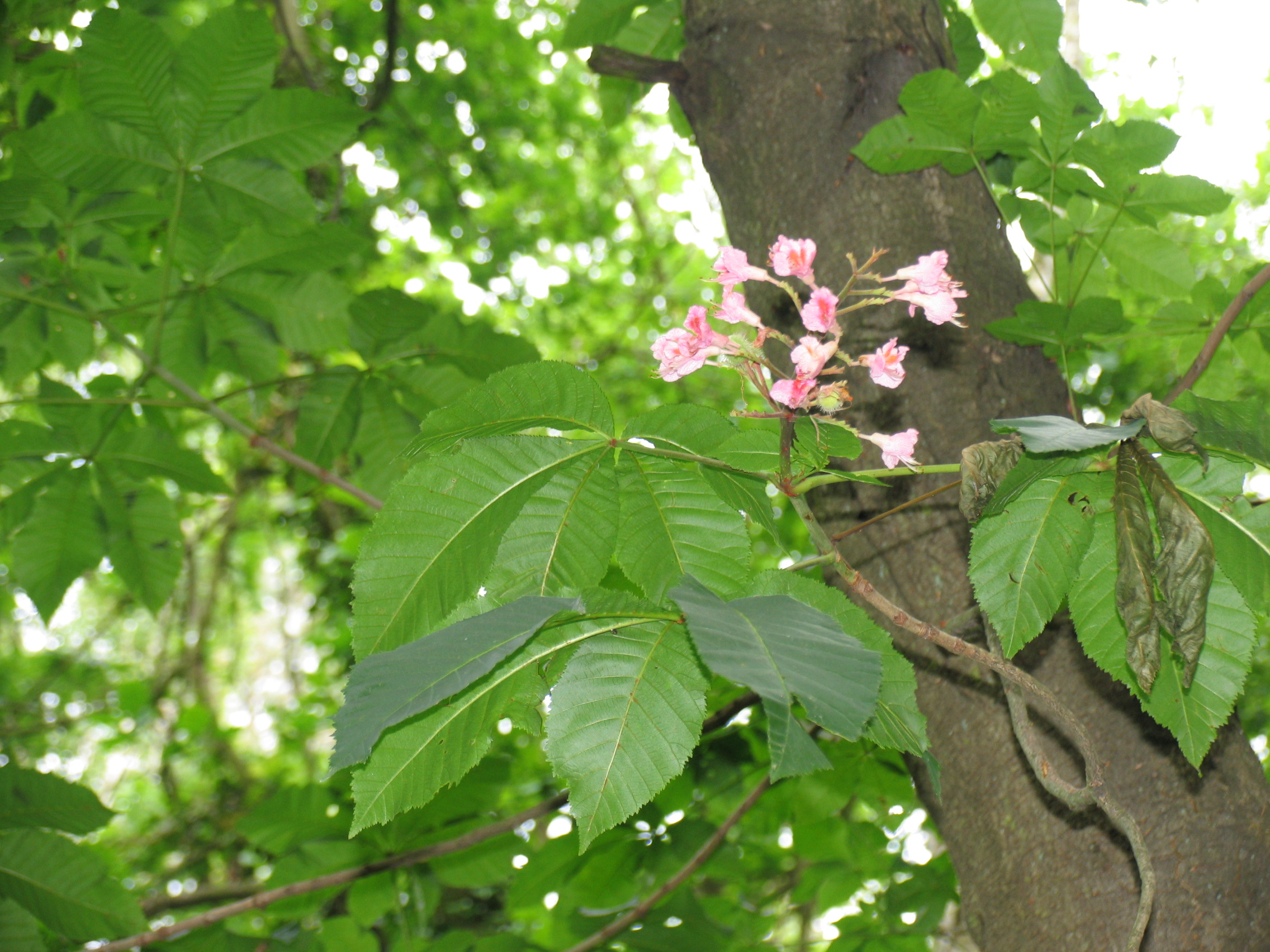
Kasztanowiec czerwony Aesculus carnea w Parku Słowiańskim

Występujące na omawianym terenie zespoły roślinności źródliskowej ze względu na unikatowość siedlisk należą do przyrodniczo najcenniejszych. Zarejestrowano tu stanowiska występowania żółwia błotnego, traszki zwyczajnej i innych gatunków ściśle chronionych. Do najcenniejszych pod tym względem rejonów zespołu należy Grzęzawisko Chorwackie ze starorzeczem Bobru, mokradłami, bagnami i źródliskami. Nazwa tego fragmentu parku nawiązuje do wydarzenia z okresu wojny trzydziestoletniej, kiedy 5 grudnia 1643 pobito w tym miejscu zaciężny oddział chorwacki. Ze względu na wybitne walory wymagające szczególnej ochrony prawnej na Grzęzawisku projektowano utworzenie użytku ekologicznego względnie stanowiska dokumentacyjnego.
Znaczącą funkcję w kreowaniu krajobrazu stanowią relikty dawnego ogrodnictwa parkowego, w zakresie kształtowania flory polegającego na nasadzeniu w różnych układach różnorodnych typów siedlisk leśnych oraz nasadzeniu gatunków sprowadzonych. Zachowały się pozostałości tych działań, np. w postaci pierścieni otaczających parkową polanę albo Gród Chrobry.
W wyniku dawnej działalności ogrodniczej na obszarze Zespołu zarejestrowano obecność sosny wejmutki, choiny kanadyjskiej, dębu błotnego, dębu czerwonego, kasztanowca czerwonego i sosny czarnej.
Szczególnie urokliwie wygląda omawiany obszar na przełomie marca i kwietnia, kiedy cały wyściełany jest kobiercem z zawilców i złoci polnych.
Na obszarze zespołu występuje 70 gatunków, w tym objętych ptasią dyrektywą UE: dzięcioł zielonosiwy, dzięcioł czarny, dzięcioł średni, jarzębatka, muchołówka białoszyja i gąsiorek. Nocą można usłyszeć sowę uszatą i puszczyka.
Wybitnym walorom przyrodniczym i krajobrazowym towarzyszą liczne stanowiska archeologiczne z różnych okresów, począwszy od epoki brązu, a kończąc na późnym średniowieczu, z zachowaniem względnej ciągłości. Największy i zarazem najbardziej charakterystyczny jest zlokalizowany pośrodku obszaru Gród Chrobry o powierzchni ok. 4 ha i wysokości 6 m.
Dzięki bogato zachowanej dokumentacji źródłowej, przedmiotowy obszar posiada udokumentowaną historię sięgającą średniowiecza, kiedy to należał do piastowsko-głogowskiej domeny książęcej. Niemiecka nazwa Nonnenbusch – las zakonnic – nawiązuje do szprotawskiego klasztoru św. Magdaleny. Na przełomie XIX i XX wieku zespół był przedmiotem działalności towarzystwa upiększania miasta, które urządziło tu park romantyczny – być może pod wpływem twórców parku w Mużakowie.

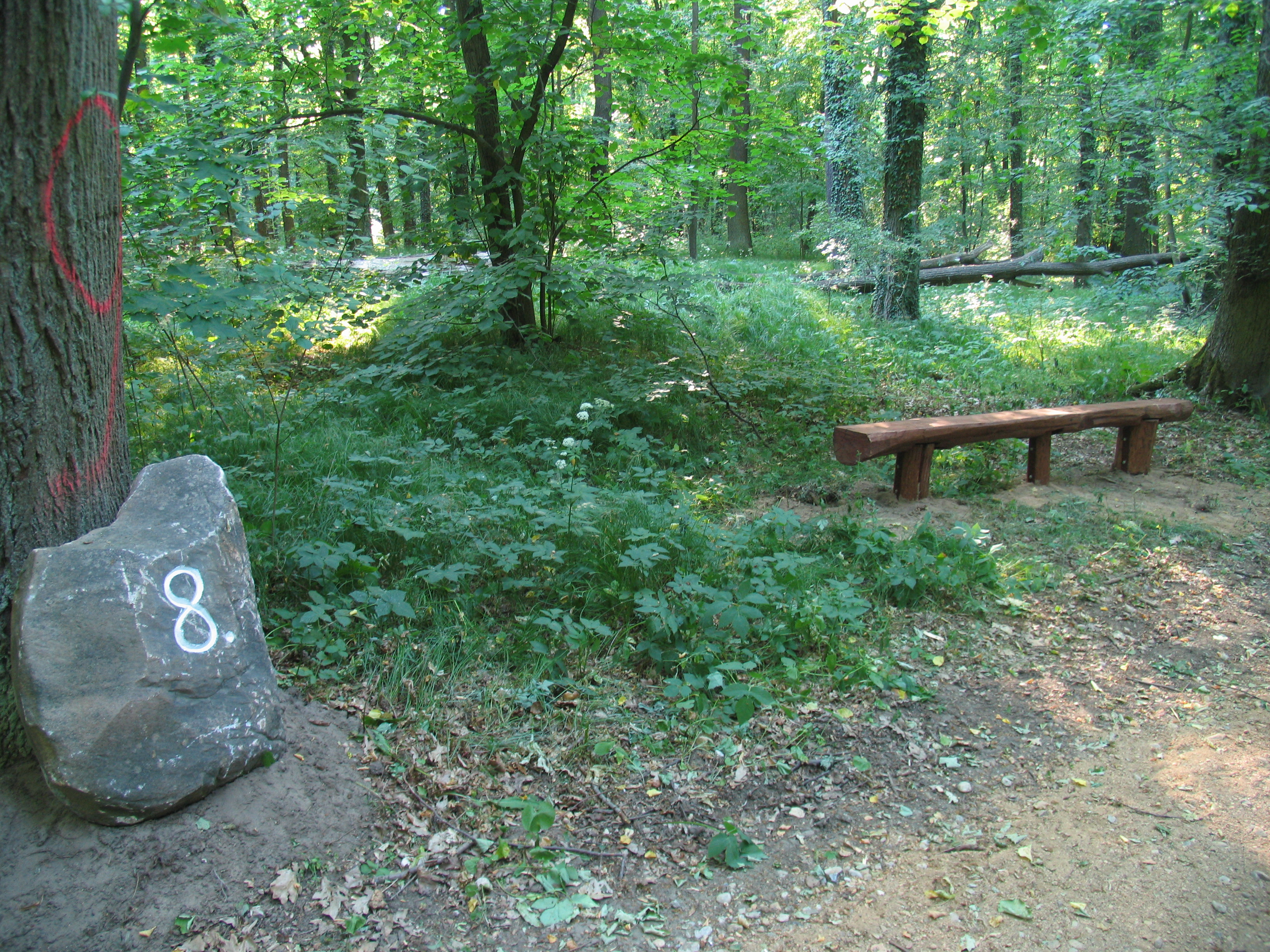
Jeden z punktów dydaktycznych

Park wiąże się także z postacią wybitego szprotawianina, poety i dramaturga Henryka Laubego (1806–1884), przyjaciela księcia Pücklera – twórcy słynnego Parku Mużakowskiego (obecnie na liście UNESCO). Jedna z akcji jego romantycznej powieści rozgrywa się właśnie w tym parku.
Zespół leży bezpośrednio w strefie badań naukowych mających na celu odnalezienie wczesnośredniowiecznego grodziska Iławy (obecnie dzielnica Szprotawy), w którym w świetle wiarygodnego przekazu kronikarskiego w roku 1000 polski władca Bolesław I Chrobry powitał cesarza Ottona III, po czym obaj wspólnie udali się z pielgrzymką do grobu św. Wojciecha w Gnieźnie (zjazd gnieźnieński).
W 2019 gminny Zespół ds. Rewitalizacji Turystycznej Szprotawy pod przewodnictwem Macieja Boryny zrekonstruował na parkowej polanie pogański kamienny krąg kultowy, nawiązujący do udokumentowanego podania o oddawaniu czci bożkowi o nazwie Flins na pobliskim Grodzie Chrobry.
W 2019 z inicjatywy Towarzystwa Bory Dolnośląskie w pobliżu Grodu Chrobry odsłonięto Pomnik Bitwy w Lesie Dziadoszyców - 1 września 1015.

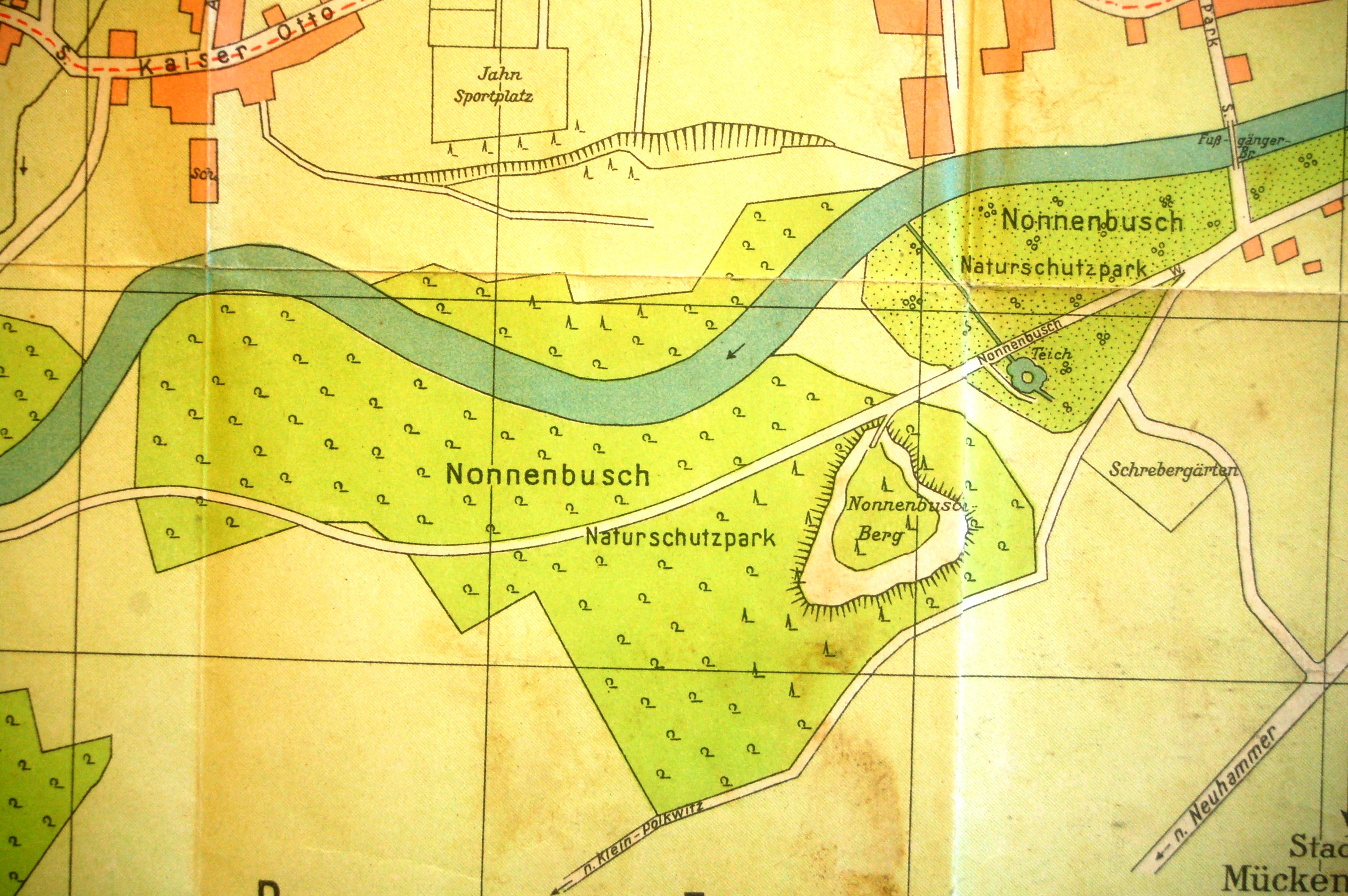
Fragment Parku Słowiańskiego w 1932

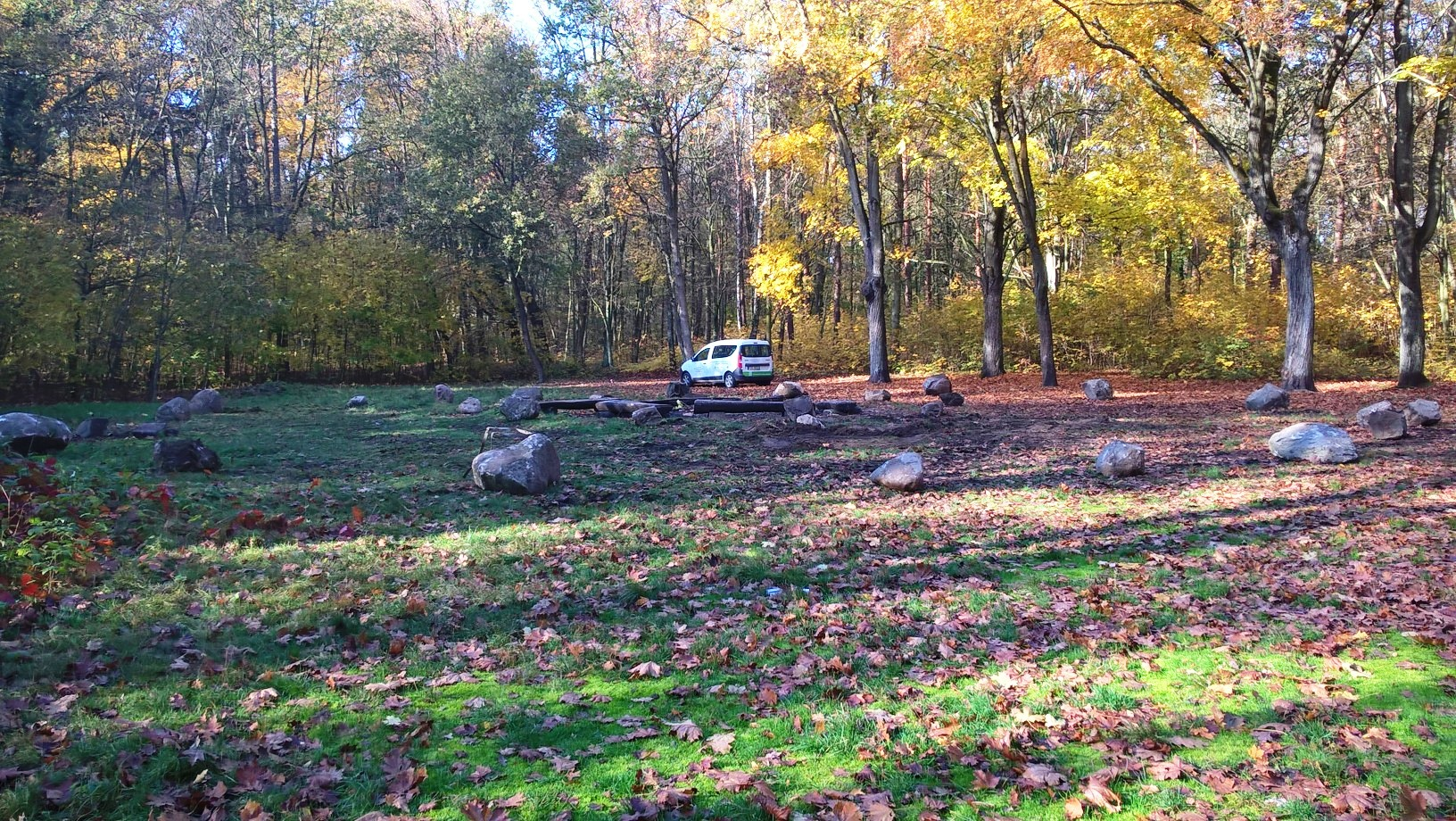
Kamienny krąg na polanie w Parku Słowiańskim w Szprotawie

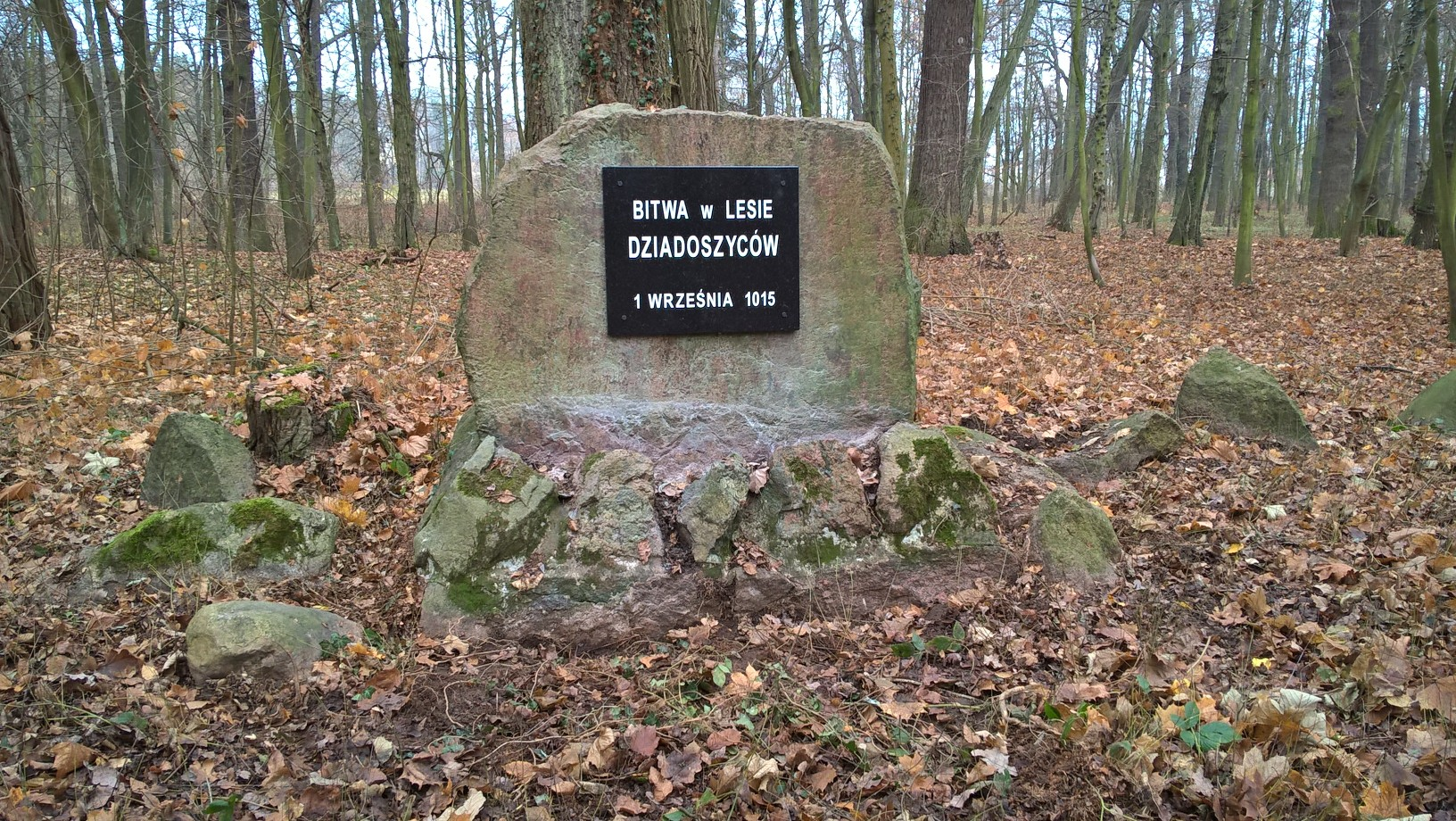
Pomnik Bitwy w Lesie Dziadoszyców odsłonięty w Parku Słowiańskim w Szprotawie w 2019